# GOOD BOY GONE BAD
『GOOD BOY GONE BAD』（グッド・ボーイ・ゴーン・バッド）は、韓国の5人組男性アイドルグループTOMORROW X TOGETHERの日本での3枚目のシングル。2022年8月31日にVirgin Musicよりリリースされた。

## 背景
本作には、同年5月9日に韓国でリリースされた『minisode 2: Thursday's Child』の収録曲「Good Boy Gone Bad」の日本語バージョンと、同年8月24日に先行配信された日本オリジナル曲の「君じゃない誰かの愛し方 (Ring)」、川崎鷹也が作詞・作曲した「ひとりの夜 (Hitori no Yoru)」の3曲が収録されている。

## 音楽性

### 君じゃない誰かの愛し方 (Ring)
「君じゃない誰かの愛し方 (Ring)」は、映画『花束みたいな恋をした』にインスパイアされた楽曲で、日本オリジナルの楽曲では初めて振り付けがついている。テヒョン、ヨンジュン、ヒュニンカイが作詞に参加した。

### ひとりの夜 (Hitori no Yoru)
「ひとりの夜 (Hitori no Yoru)」は、シンガーソングライターの川崎鷹也が書き下ろしたバラード曲で、愛することの切なさや儚さが表現されている。

## プロモーション
6月29日、リリースが発表され、同時に予約が開始された。
8月12日から9月12日まで、セガのプリクラ機『lalamee』とのコラボイベントを実施。
8月24日より、「君じゃない誰かの愛し方 (Ring)」がABEMA『HEART SIGNAL JAPAN』の主題歌に使用された。
8月30日、六本木ヒルズアリーナで2年7か月ぶりに発売記念ショーケースが開催された。
8月31日から9月6日まで、LINE MUSICで再生キャンペーンを実施。「Good Boy Gone Bad [Japanese Ver.]」を700回以上再生し、同曲を含むプレイリストを作成した人の中から、抽選で10名が個別ハイタッチ会に招待された。また、参加者全員にLINEトーク背景画像が贈られた。
8月31日から9月19日まで、東京・大阪で『TOMORROW X TOGETHER POP-UP STORE GOOD BOY GONE BAD』がオープン。

## チャート
Billboard JAPANによると初週501,323枚を売り上げ、、9月6日付の「Top Singles Sales」で2位を獲得。初動は前々作『MAGIC HOUR』の98,830枚と、前作『DRAMA』の110,286枚を大幅に上回り、初のハーフミリオンを記録した。
日本レコード協会によると、「GOOD BOY GONE BAD」は8月基準で50万枚の出荷量を記録した。9月9日、ゴールドディスク「ダブルプラチナ」が認定された。

## 収録曲
| #         | タイトル                                                                 | 作詞・作曲 | 編曲      | プロデューサー | 時間  |
| --------- | ------------------------------------------------------------------------ | --- | --------- | -------------- | ----- |
| 1.        | 「Good Boy Gone Bad [Japanese Ver.]」                                    | Slow Rabbit, Supreme Boi, Cazzi Opera, Ellen Berg, BIGHIT MUSIC, Melanie Joy Fontana, Michel "Lindgren" Schulz, "hitman" Bang, YEONJUN, Ruuth, Chris James, Cho Yoon Kyung & 岡嶋かな多 |           |                | 3:13  |
| 2.        | 「君じゃない誰かの愛し方 (Ring)」(ABEMA『HEART SIGNAL JAPAN』番組主題歌) | いしわたり淳治, Slow Rabbit, Adora, TAEHYUN, YEONJUN, HUENINGKAI |           |                | 3:28  |
| 3.        | 「ひとりの夜 (Hitori no Yoru)」                                          | 川崎鷹也 |           |                | 3:39  |
| 合計時間: | 合計時間:                                                                | 合計時間: | 合計時間: | 合計時間:      | 10:20 |